# FC Victoria Brănești
FC Victoria Brănești – rumuński klub piłkarski z siedzibą w Brănești, grający w Liga I. W sezonie 2010/2011 klub został relegowany do Liga II.